# GL-II-73
GL-II-73は、ミダゾラムやアジナゾラムなどと化学構造的に関連するベンゾジアゼピン誘導体である。GABAA受容体のベンゾジアゼピン部位に対してα5を好む陽性アロステリック調節因子であり、α2およびα3に対する親和性は弱く、α1サブタイプに対する有意な親和性はないと記載されている。動物実験では、抗うつ作用、抗不安作用、スマートドラッグ作用が認められた。